# Kloster Fontmorigny
Das Kloster Fontmorigny (Fons Morigniaci) ist eine ehemalige Zisterzienserabtei in der heutigen Region Centre-Val de Loire in Frankreich. Es liegt in der heutigen Gemeinde Menetou-Couture rund 45 km östlich von Bourges an der Grenze der historischen Landschaften Berry und Nivernais.

## Geschichte

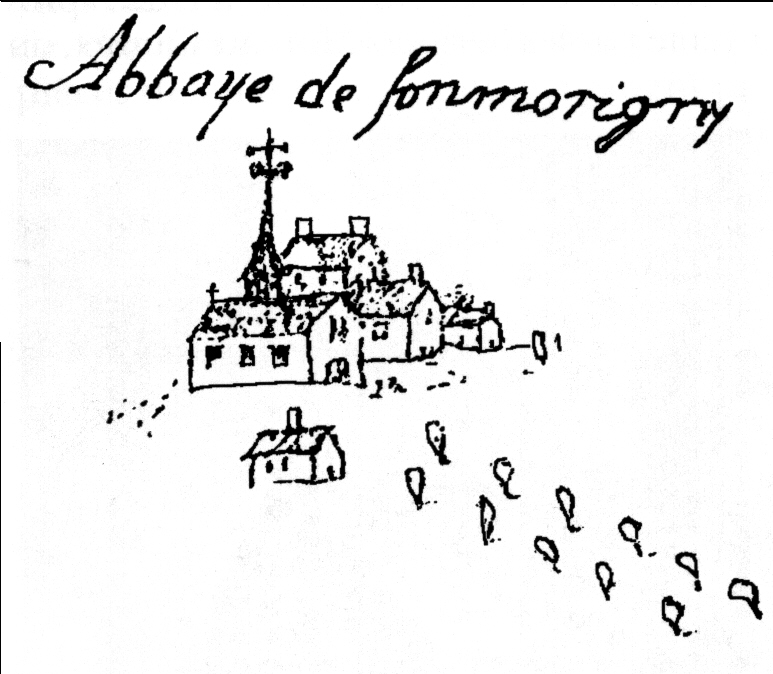
Kloster Fontmorigny 1722

Das Kloster geht auf eine um das Jahr 1100 errichtete Einsiedelei zurück, aus der vor 1127 eine Benediktinerabtei wurde, die sich 1149 als Tochterkloster der Primarabtei Clairvaux dem Zisterzienserorden anschloss. Wesentliche Teile der Gebäude wurden noch im 12. Jahrhundert errichtet. Zu Beginn des 13. Jahrhunderts zählte das gut ausgestattete Kloster über 100 Mönche. Die Kreuzgratgewölbe des Kellers des Gästetrakts stammen aus dieser Zeit. Das sogenannte Refektorium der Konversen (in einem westlich von der Klausur abgesetzten Gebäude) stammt aus der Mitte des 13. Jahrhunderts. Die Kirche wurde 1225 geweiht. Nach 1250 nahm die Zahl der Konversen ab. In der Folge wurde das Kloster, das nurmehr rund 20 Mönche beherbergte, luxuriöser ausgebaut, u. a. durch Aufteilung des Dormitoriums der Konversen. Am Ende des 15. Jahrhunderts wurde ein neuer Gästetrakt errichtet. Das Kloster fiel in Kommende und im 16. Jahrhundert wurde ein Haus für den Kommendatarabt errichtet, von dem die gewölbte Küche und ein Treppenhaus erhalten sind. Der Chor der Kirche wurde gegen 1605 verändert. Im 17. Jahrhundert war die Kirche ruinös. Eine Instandsetzung erfolgte 1730. Dabei wurden die Seitenschiffe sowie drei der fünf Joche des Hauptschiffs und die Seitenkapellen abgebrochen. Die verbleibenden zwei Mittelschiffsjoche erhielten eine neue Fassade. Der Boden der Kirche wurde erhöht. Um den Kreuzgang wurde eine neue Klausur errichtet. Weiter wurde ein großer Teich angelegt. Nach der Französischen Revolution wurden von den häufig wechselnden Eigentümern nur die Gebäude erhalten, die für den Landwirtschaftsbetrieb nutzbar gemacht werden konnten. Nach 1850 zog ein metallurgischer Betrieb ein und die Konventsgebäude beherbergten bis gegen 1880 Arbeiterfamilien. Nach 1882 brannte ein Teil des Ostflügels ab und wurde nicht wiederaufgebaut. Das Kloster wurde zum Wohngebäude für lokale Notabeln umfunktioniert. 1923 wurde die Anlage verkauft und zum Spekulationsobjekt. Baumaterialien und das Inventar wurden verkauft. Die Klausur zerfiel zu Ruinen, von denen wenig mehr als die Umfassungsmauern stehenblieben. 1981 brachte ein Sturm den Glockenturm über der Vierung zum Einsturz. Ein Freundeskreis zur Erhaltung der Abtei bildete sich 1982. Die als „Monument historique“ klassifizierte Abtei wurde 1987 an neue Eigentümer verkauft, die sich um ihre Erhaltung bemühen. Seither haben größere Restaurierungen stattgefunden.

## Bauten und Anlage

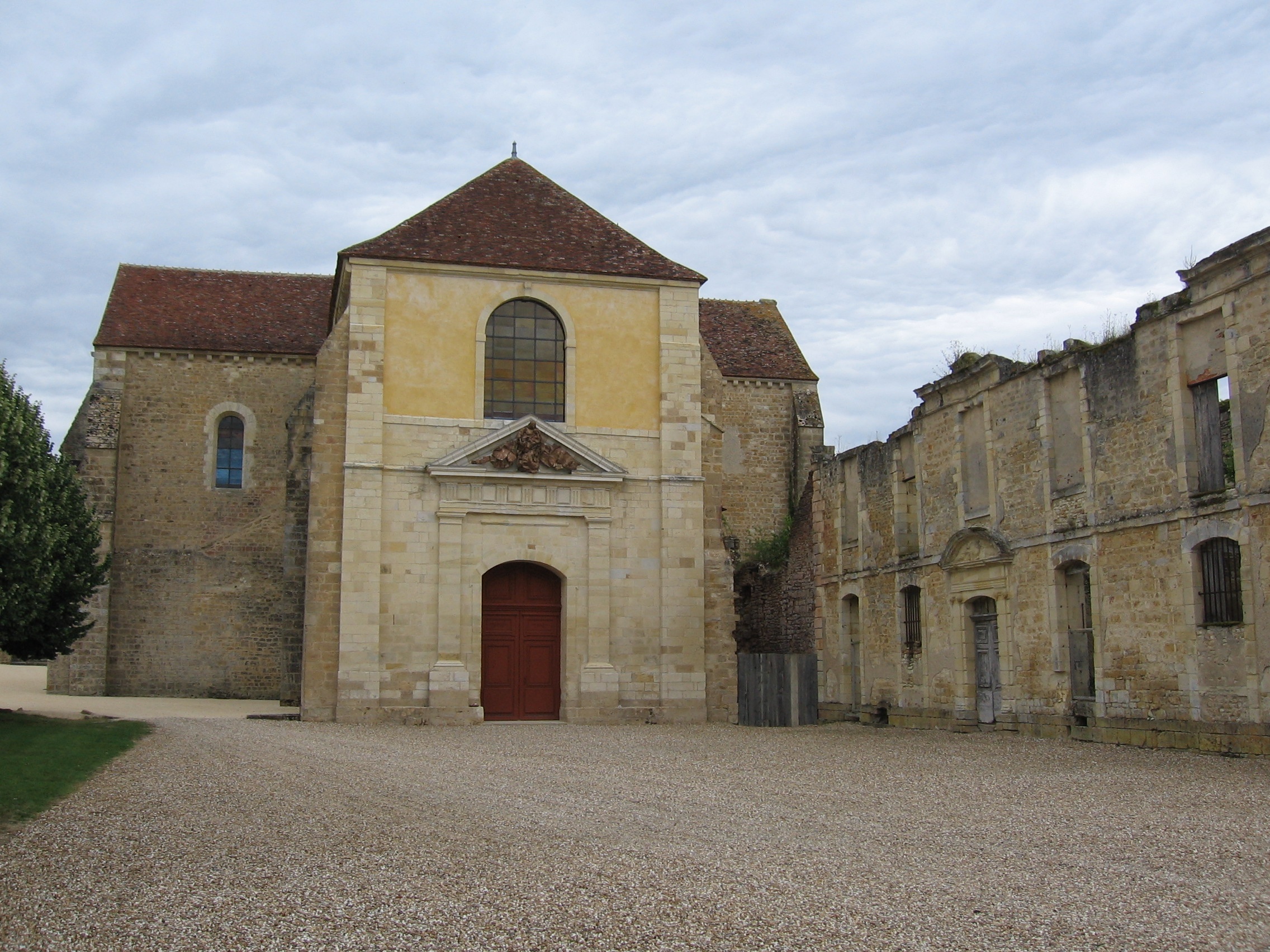
Fassade der heutigen Kirche

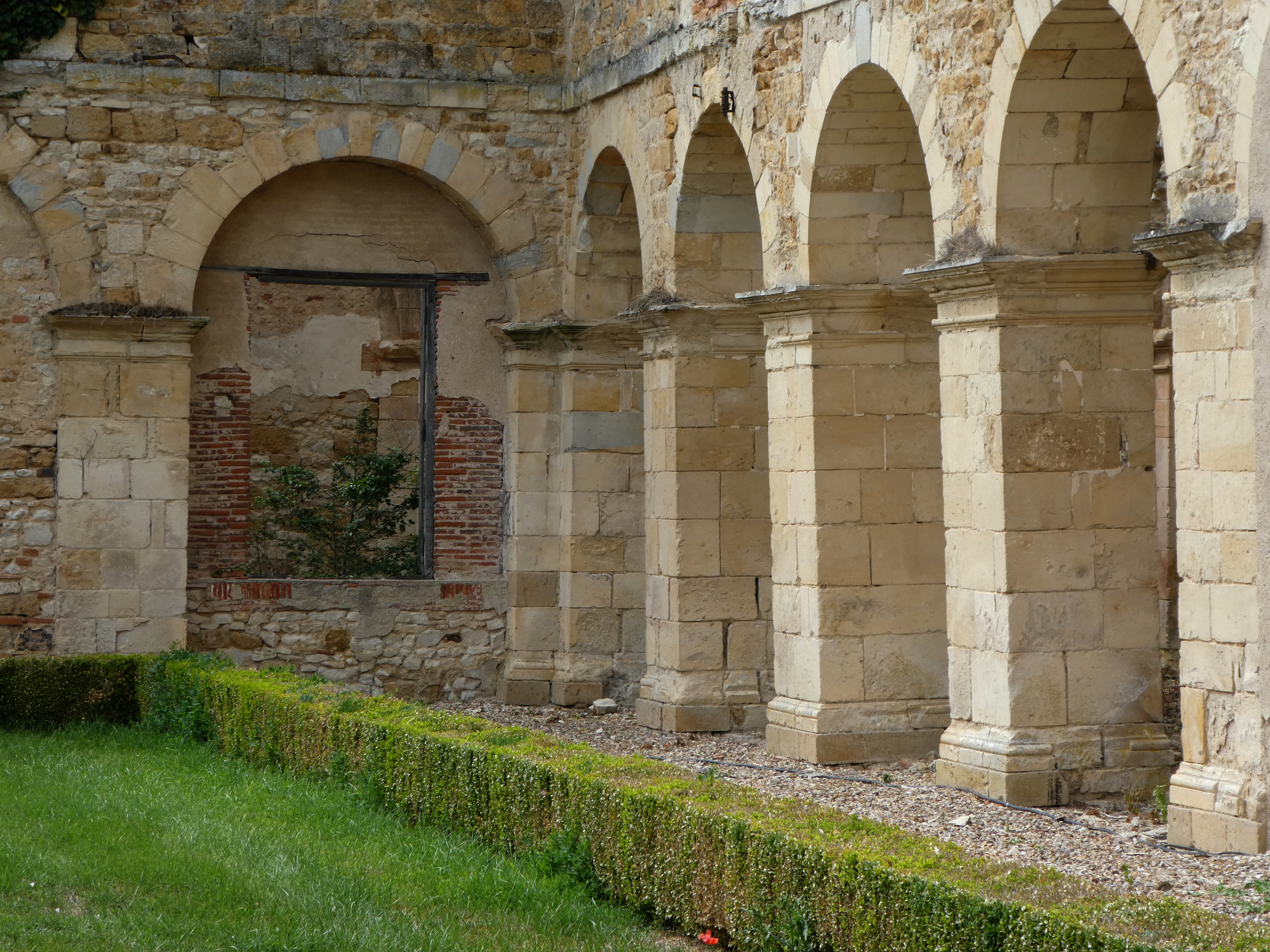
Reste des Kreuzgangs

Die im bernhardinischen Plan errichtete, nur teilweise erhaltene Kirche war eine dreischiffige, kreuzgratgewölbte Basilika zu fünf Jochen mit ausladenden Querhäusern und je zwei Seitenkapellen auf deren Ostseite und einem gerade geschlossenen Chor mit drei Lanzettfenstern und einer darüberliegenden, heute ihres Maßwerks beraubten Rosette. Die Klausur lag im Süden, abgesetzt nach Westen davon ist das sogenannte Konversenhaus mit einem großen, zweischiffigen Saal zu vier Jochen erhalten. Vom Kreuzgang existieren noch Reste.